# Zbiornik Przykona
Zbiornik Przykona – sztuczny zbiornik wodny zlokalizowany na terenie gminy Przykona, w pobliżu Słomowa Kościelnego, przy drodze powiatowej nr 4506.
Zbiornik powstał w efekcie rekultywacji wyrobisk należących do Kopalni Węgla Brunatnego Adamów. Ukończony w 2004. Ma powierzchnię 140 ha. Znajduje się na nim wyspa o powierzchni 3 ha. Wykorzystywany jest w celach rekreacyjnych, jako źródło wody przeciwpożarowej, poprawia lokalny mikroklimat, a także zapewnia siedliska ptakom i rybom. Przy południowym i wschodnim brzegu znajdują się piaszczyste plaże, kąpieliska, trzy pomosty (jeden z platformą estradową i dwa do cumowania sprzętu wodnego), stanowiska wędkarskie, boiska do siatkówki i koszykówki oraz parkingi. Latem działają wypożyczalnie sprzętu sportowego oraz stanica harcerska. Na akwenie istnieją warunki do uprawiania windsurfingu.
Dominujące gatunki ryb to: amur, karaś, karp, leszcz, lin, okoń europejski, sandacz i szczupak.
W sąsiedztwie zbiornika znajdują się rozległe kompleksy leśne (2881 ha) o dużych walorach przyrodniczych i zróżnicowanych ekosystemach, stanowiące tereny spacerowe.